# Del otro lado (película)
Del otro lado es una película documental colombiana de 2021 dirigida por Iván Guarnizo. 
Una producción de GusanoFilms y RTVC Play. En coproducción con Salon Indien Films. Con el apoyo de Proimágenes Colombia, IDFA Bertha Fund y Tribeca Film Institute.

## Sinopsis
La madre de Iván murió días después del inicio de las conversaciones de paz con la guerrilla de las FARC. Antes de morir, le dijo que había perdonado y que no quería que nadie más viviera su experiencia. Había estado secuestrada durante seiscientos días en un rincón de la selva. Su hermano y él nunca habían hablado de ello. Incluso habían olvidado el diario que le permitieron escribir a su madre en cautiverio y que llevó consigo, en el que registró los peores dos años de su vida. La lectura del diario los impulsa a un precipicio. Localizan lugares, descifran nombres e inician un viaje por selvas y montañas siguiendo el rastro de su dolor pero también buscando a los guerrilleros que la custodiaban y que ocupan gran parte de ese diario, donde descubren que desarrollaron una estrecha relación con ella, casi una especie de relación madre e hijo con uno de sus captores. Tal vez esos guerrilleros estén ahora desmovilizados, así que empezaron a buscarlos. Seguir la estela de su madre es seguir el camino del perdón. Se preguntan si al final de este viaje también serán capaces de perdonar.

## Selecciones y premios
- Hot Docs 2021 – Premiere Mundial
- Thessaloniki Documentary Film Festival – Premiere Europea - Premio Newcomers “Golden Alexander – Dimitri Eipides” y Premio Human Values Award of the Hellenic Parliament
- 24 Festival de Málaga – Premiere Española – Premio del Público y Mención Especial del Jurado
- BIFF, Bogotá International Film Festival
- Candidata a los 36 Premios Goya
- Nominada a los IX Premios Feroz
- DocMontevideo – Premiere Latinoamericana
- Doc NYC American Largest Documentary Festival – Premiere Estadounidense – Premio “Grand Jury Prize”
- L’Alternativa, Festival de Cinema Independent de Barcelona
- 43.ª Mostra de Cinema de Sao Paulo, Sao Paulo International Film Festival
- Singapore International Film Festival 2021 – Premiere Asiática
- Festival de cine de Suacha – Premio a Mejor Película
- Festival Audiovisual de los Montes de María
- 3º Festival de Cine de Marinilla
- 8º Festival Internacional de Cine por los Derechos Humanos Colombia
- #NarrarElFuturo – Festival de Cine Creative Commons & New Media Bogotá
- Festival Internacional de Cine Documental de Ámsterdam (IDFA) – Sección: Lo mejor de los festivales del año
- Cuéntalo, Festival de Narrativas de Logroño
- Ojo al Sancocho, Festival de Cine de Ciudad Bolívar
- Cinélatino, 34es Rencontres de Toulouse – Premio del Público y Premio al Mejor Documental
- Lichter International Film Festival – Premio del Público
- The Colombian Film Festival New York – Mención Especial
- Festival International Signes de Nuit de Bangkok - Premio "Night Award for Documentary"
- Festival Internacional de Cine de Monterrey
- Perugia Social Film Fest - Premio del Jurado
- Premios Macondo de la Academia Colombiana de Artes y Ciencias Cinematográficas - 2 nominaciones: Mejor Largometraje Documental y Mejor Dirección
- Festival Internacional de Cine Documental del Amazonas-Caribe - FIFAC - Grand Prix FIFAC / France Télévisions
- Festival Cinehorizontes: Compétition Documentaire - Premio Mejor Documental